# ロンゲスト・ヤード (2005年の映画)
『ロンゲスト・ヤード』（The Longest Yard）は、2005年のアメリカ合衆国のコメディ映画。
1974年の映画『ロンゲスト・ヤード』のリメイク作品。ピーター・シーガル監督。アダム・サンドラー（兼製作総指揮）、クリス・ロック、オリジナル版に主演したバート・レイノルズのほか、ボブ・サップなどの元NFL選手やプロレスラーが囚人および看守役で多数出演している。
設定やストーリーはオリジナル版とほぼ同じである。

## キャスト
| 役名                     | 俳優                                    | 日本語吹替 |
| ------------------------ | --------------------------------------- | ---------- |
| ポール・クルー           | アダム・サンドラー                      | 森川智之   |
| ケアテイカー             | クリス・ロック                          | 鳥海勝美   |
| ネイト・スカーボロー     | バート・レイノルズ                      | 菅生隆之   |
| ヘイズン刑務所長         | ジェームズ・クロムウェル                | 糸博       |
| クナウアー看守長         | ウィリアム・フィクナー                  | 横堀悦夫   |
| アール・メゲット         | ネリー                                  | 永井誠     |
| “チーズバーガー”・エディ | テリー・クルーズ                        | 江川央生   |
| ディーコン・モス         | マイケル・アーヴィン                    | 斉藤次郎   |
| バトル                   | ビル・ゴールドバーグ                    | 石住昭彦   |
| スウィトウスキー         | ボブ・サップ                            | 乃村健次   |
| ブルーシー               | ニコラス・タトゥーロ                    | 霜山多加志 |
| ターリー                 | ダリップ・シン                          | 高宮俊介   |
| ビッグ・トニー           | ジョーイ・ディアス                      | 斉藤次郎   |
| アンガー                 | デヴィッド・パトリック・ケリー          | 石井隆夫   |
| ミズ・タッカー           | トレイシー・モーガン                    | 日野聡     |
| スキッチー               | エドワード・バンカー                    | 浦山迅     |
| トレス                   | ロボ・セバスティアン                    | 斉藤次郎   |
| ランバート看守           | ビル・ロマナウスキー                    | 菅原淳一   |
| ダンハム看守             | スティーブ・オースチン                  | 石住昭彦   |
| ガーナー看守             | ブライアン・ボズワース                  | 高宮俊介   |
| イングルハート看守       | ケビン・ナッシュ                        | 遠藤純一   |
| パンキー                 | ロブ・シュナイダー                      | 鳥海勝美   |
| リネット・グレイ         | クロリス・リーチマン                    | 宮寺智子   |
| ドゥエイン               | エド・ローター                          | 浦山迅     |
| ベイビー・フェイス・ボブ | スティーヴ・リーヴィス                  | 廣田行生   |
| レナ                     | コートニー・コックス （クレジットなし） |            |

## 作品の評価
Rotten Tomatoesによれば、170件の評論のうち高評価は31%にあたる53件で、平均点は10点満点中4.8点、批評家の一致した見解は「この「ヤード」には笑いどころがあるが、このリメイク版に欠けているのはオリジナル作品のエッジの効いたところである。」となっている。
Metacriticによれば、35件の評論のうち、高評価は10件、賛否混在は19件、低評価は6件で、平均点は100点満点中48点となっている。